# Miffy
Miffy es una conejita ilustrada y personaje infantil creado por el autor neerlandés Dick Bruna. Su nombre original en el idioma neerlandés es Nijntje [ˈnɛɪ̯ncǝ], que viene de konijntje, el cual se traduce como "conejito". En neerlandés su apellido es Pluis. 
El primer libro de Miffy fue producido en 1955, y casi 30 más lo han seguido. En total, vendieron más de 85 millones de copias en 40 idiomas y dieron lugar a dos series de televisión diferentes, así como artículos de ropa y juguetes con el dibujo del personaje. Un largometraje, Miffy the Movie, fue lanzado el 30 de enero de 2013. En España se estrenó con el título Miffy y sus amigos.
Se han producido al menos dos series de televisión basadas en el personaje: Miffy y sus amigos, que se emitió del 2003 al 2007 en la cadena de televisión por cable Nick Jr., en Estados Unidos, y Las aventuras de Miffy, grandes y pequeñas, que se estrenó el 2 de octubre de 2015 en la misma cadena. Esta segunda serie se emite en España, en la cadena de televisión Clan RTVE.

## Características
Miffy se convirtió en conejito hembra después de que Bruna decidiera que quería dibujar un vestido en lugar de pantalones a su conejo. Dependiendo de la historia, Miffy puede tener una edad que va desde ser bebé hasta tener cuatro años.
Al principio, Miffy parecía un animal de juguete con orejas caídas, pero en 1963 ya se veía como la vemos hoy, una forma estilizada de un conejo. Miffy es dibujada con el estilo línea clara, muy pocas líneas y uno o dos colores primarios, introducido por Hergé. Bruna eligió usar solo negro, blanco, los colores primarios (rojo, amarillo y azul), verde y naranja. Es este uso de colores primarios lo que hace a Miffy reconocible al instante, y también popular entre los preescolares, debido a sus brillantes e intensos colores sencillos.
Ahora ya hay casi 32 títulos de Miffy y muchos más de los otros personajes. Bruna ha producido un total de 124 álbumes ilustrados para niños. Los libros de Miffy contienen cada uno doce páginas de historia. Cada página tiene una ilustración y cuatro líneas de verso, la última palabra de la segunda línea rima con la última de la cuarta. Tratan sobre temas que los niños pueden entender y situaciones que enfrentarán, como ir al hospital o a la escuela, y siempre tienen un final feliz. Algunos libros no tienen texto, como Miffy's Dream. Los libros están impresos en pequeño formato. Bruna considera importante que su público sienta que sus libros están ahí para ellos, no para sus padres. La mayoría de los libros de Miffy están recomendados para edades entre 4 y 8 años.

## Historia

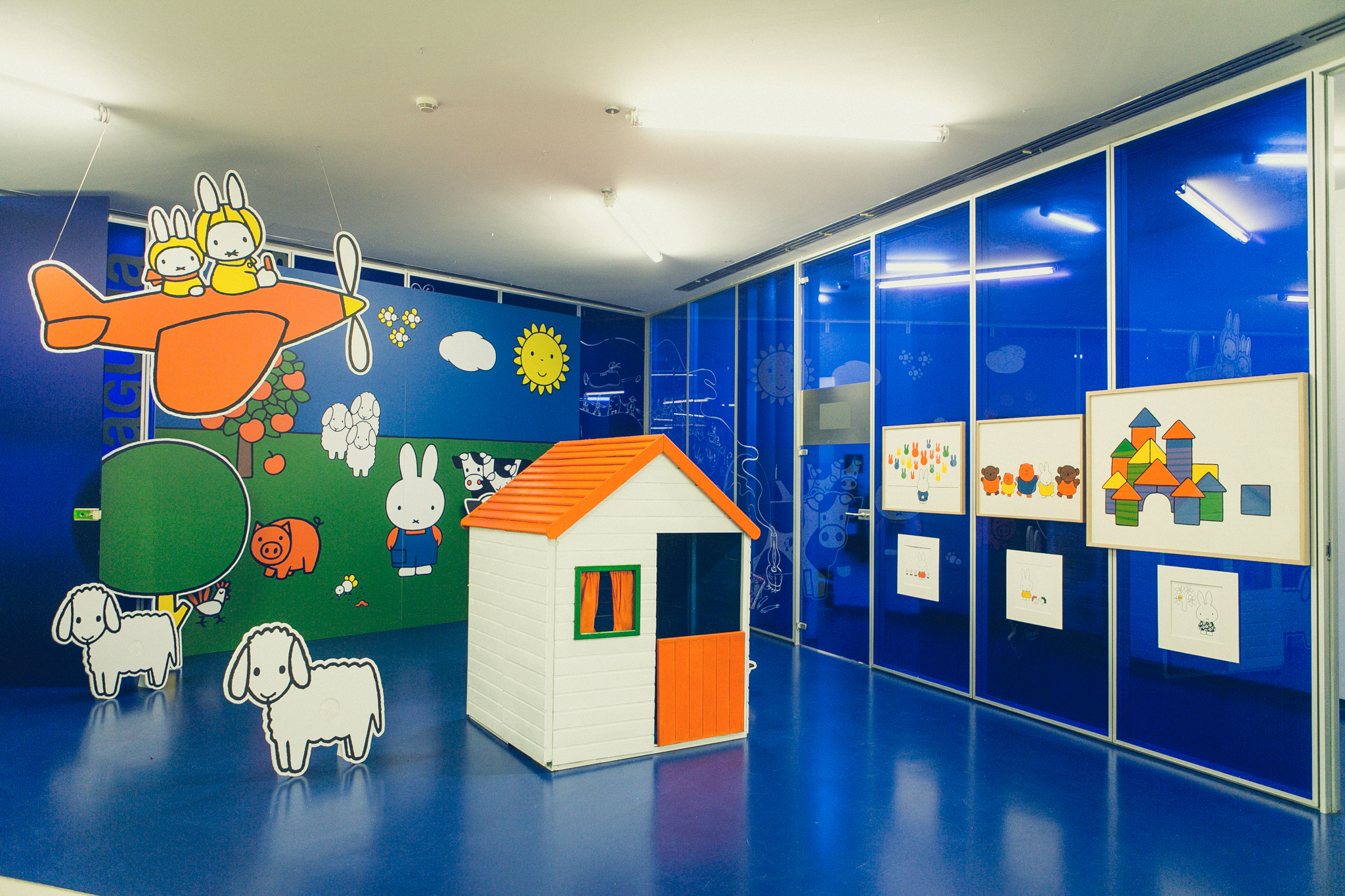
Exposición del mundo de Miffy en una Casa de Cultura de San Sebastián.

Miffy nació en 1955, cuando Dick Bruna contaba a su hijo de un año historias sobre un pequeño conejo que habían visto ese mismo día.
Los libros de Bruna se han traducido a más de 50 idiomas diferentes y se han vendido más de 85 millones de copias en todo el mundo. Ha ganado muchos premios por sus libros, como el Golden Brush en 1990, por Boris Beer ("El oso Boris") y Silver Brush por  nijntje in de tent ("Miffy en la tienda") en 1996. En 1997, recibió el Silver Slate por lieve oma pluis ("Querida abuela Bunny"), un libro donde la abuela de Miffy enferma y muere. En 2016 le concedieron el prestigioso premio trianual Max Velthuijs.
Otros personajes que aparecen en los libros son su familia: los padres de Miffy, su abuela y su abuelo paterno, su tía paterna Alicia, y el tío Brian, un amigo de la familia, que aparece en Miffy va a volar. Miffy tendrá un nuevo hermano o hermana  kleine pluis ("El bebé"). También tiene muchos amigos, los osos Boris y Barbara, que aparecieron por primera vez en 1989 y son pareja, Poppy Pig, que apareció en 1977 y su sobrina Grunty, Snuffy, que apareció en 1969, y otros conejitos como Aggie y Melanie.
Miffy fue, en origen, un personaje de álbum infantil, pero su diseño se usa ahora en muchas otras cosas, como ropa, artículos de papelería, juguetes, vasos, artículos para el hogar, etc.
A principios de la década de 1990, una ilustración de Miffy sosteniendo una llave ajustable detrás de su espalda, apareció en folletos producidos por personas que tomaban acciones directas contra el programa de construcción de carreteras del gobierno del Reino Unido. Este uso no autorizado del personaje se propagó y Miffy se convirtió en mascota para los grupos involucrados en la acción directa ecológica radical.
Miffy apareció en su primer programa de televisión en 1992, llamado Dick Bruna's Miffy Storybook Classics. Cada episodio fue animado de manera tradicional y duraba aproximadamente cinco minutos. El programa se emitió en los Países Bajos, en el Reino Unido, en Canadá, en Australia y en los Estados Unidos.
De 2003 a 2007, Miffy y sus amigos se emitió en canales de televisión infantiles como Treehouse en Canadá y Noggin en los Estados Unidos. Luego se trasladó a la televisión pública. El programa agregó varios personajes nuevos, como la familia africana de Melanie y la familia del primo común de Boris y Bárbara, Umik. La serie fue producida por Pedri Animation BV, una compañía neerlandesa de animación stop-motion.
A veces se cree que Miffy es un personaje japonés, por el estilo de línea similar de Hello Kitty, creado por Sanrio en 1974. La marca Miffy es muy popular en Japón, con grandes ventas de sus productos fabricados en país. En una entrevista para The Daily Telegraph, Bruna expresó su aversión por Hello Kitty.
Además, el 26 de agosto de 2010, Mercis BV, en representación de Bruna, presentó una demanda contra Sanrio alegando que uno de los personajes acompañantes de Hello Kitty, un conejo llamado Cathy, infringía los derechos de autor y la marca registrada de Miffy. El 2 de noviembre de 2010, un tribunal neerlandés falló en contra de Sanrio y ordenó a la empresa que dejara de comercializar productos de Cathy en Bélgica, Luxemburgo y los Países Bajos. El 7 de junio de 2011, después del terremoto y tsunami de Tōhoku en Japón, Sanrio y Mercis llegaron a un acuerdo extrajudicial por el que Sanrio detendría la producción de artículos de Cathy. En lugar de continuar la batalla judicial, las dos compañías anunciaron que donarían las tarifas legales que habrían gastado en ella, a la ayuda a las víctimas del terremoto.

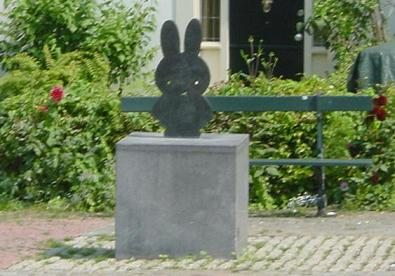
Miffy en una plaza pública.

En la ciudad natal de Bruna, Utrecht, hay una plaza llamada así por Nijntje, Nijntjepleintje (en español: la placita Nijntje) y en 2006, el Centraal Museum abrió una exposición permanente, el Dick Bruna huis (casa de Dick Bruna).
Los epónimos de Miffy incluyen una nueva especie de insecto de Perú. Al insecto se le dio el nombre científico Trichadenotecnum miffy en 2008, porque su epítopo, un apéndice en su abdomen, se asemeja a un pequeño conejo.
En julio de 2014, Bruna anunció su retiro; los derechos del personaje de Miffy no se venderán. El 16 de febrero de 2017, Bruna murió a la edad de 89 años.

## Personajes
- Miffy: Miffy es una conejita. Le gusta dibujar y jugar con sus amigos.
- Amigos de la escuela de Miffy: Miffy y sus amigos de la escuela han sido amigos durante mucho tiempo.
- Dan: Un chico nuevo en la clase de Miffy. Se sienta al lado de Miffy en la escuela.
- El tío de Miffy: el tío de Miffy tiene su propio avión.
- Padre y madre Conejo: el padre y la madre Conejo viven en una casita blanca con tejado rojo. A menudo llevan a Miffy al zoológico, al patio de juegos o al museo.
- El abuelo y la abuela Conejo: el abuelo y la abuela Conejo son los padres del padre Conejo. A Miffy le encanta ir a visitarlos.
- Tía Alice: la tía Alice es la hermana del padre Conejo.
- El nuevo bebé: el nuevo bebé sigue siendo un bebé pequeño.
- Melanie: Melanie es la amiga de Miffy.
- Snuffy: Snuffy es una perra que tiene tres cachorros.
- El oso Boris: El oso Boris vive en una casita de madera cerca del bosque con su novia, la osa Barbara.
- La osa Barbara: La osa Barbara es la novia del oso Boris.
- La Cerdita Poppy: Poppy Pig vive en una hermosa casita con pequeñas plantas debajo de las ventanas.
- Grunty/Posie: Grunty es la sobrina de La Cerdita Poppy.
- El Granjero John: Es uno de los personajes humanos.

## Obra
Algunos libros de Miffy traducidos al español
- Miffy (Nijntje, 1955/1963)
- Miffy en el zoológico/Miffy en el zoo (Nijntje in de dierentuin, 1955/1963)
- Miffy en la nieve (Nijntje in de sneeuw, 1963)
- Miffy se va a volar/Miffy monta en avión (Nijntje vliegt, 1970)
- La fiesta de Miffy/El cumpleaños de Miffy (Het feest van Nijntje, 1970)
- Miffy en el parque/Miffy en el parque infantil (Nijntje in de speeltuin, 1975)
- Miffy en el hospital (Nijntje in het ziekenhuis, 1975)
- La bicicleta de Miffy (Nijntje op de fiets, 1982)
- Miffy en la escuela (Nijntje op school, 1984)
- La casa de Miffy (Het huis van Nijntje, 1991)
- La fiesta de la tía Alice (Het feest van tante trijn, 1992)
- Miffy en el museo (Nijntje in het museum, 1997)
- Miffy baila (Nijntje danst, 2002)